# 博沃洛内
博沃洛内（義大利語：Bovolone），是意大利威尼托大区维罗纳省的一个市镇。总面积41.41平方公里，人口15773人，人口密度380.9人/平方公里（2009年）。国家统计（ISTAT）代码为023012。

## 友好城市
- 德国施塔德肯-埃尔斯海姆 2000年
- 義大利辛奈 2002年